# Équipe de Tunisie de football en 1971
L'équipe de Tunisie de football dirigée par l'entraîneur  Ameur Hizem se qualifie en 1971 pour le second tour des qualifications aux Jeux olympiques de 1972 aux dépens de l'équipe d'Égypte et remporte la médaille d'argent des Jeux méditerranéens de 1971.

## Matchs

### Rencontres internationales[1],[2]
| Date            | Stade                                | Adversaire                       | Score | Comp | Buteurs tunisiens                               |
| 7 mars 1971     | Stade olympique d'El Menzah, Tunisie | République arabe unie            | 3-0   | QJO  | M. Zouaoui 18e (pen.), Chaïbi 20e, Chakroun 58e |
| 2 avril 1971    | Le Caire, Égypte                     | République arabe unie            | 0-2   | QJO  |                                                 |
| 25 avril 1971   | Stade olympique d'El Menzah, Tunisie | Allemagne de l'Ouest (olympique) | 2-0   | A    | Chemam 9e, Adhouma 47e                          |
| 7 octobre 1971  | Izmir, Turquie                       | France (olympique)               | 2-1   | JMED | Chakroun 85e 86e                                |
| 9 octobre 1971  | Izmir, Turquie                       | Turquie                          | 0-0   | JMED |                                                 |
| 12 octobre 1971 | Izmir, Turquie                       | Syrie                            | 1-0   | JMED | Khouini 79e                                     |
| 16 octobre 1971 | Izmir, Turquie                       | Yougoslavie (olympique)          | 0-1   | JMED |                                                 |

### Matchs de préparation[1],[3]
| Date              | Stade                                | Adversaire                       | Score | Comp | Buteurs tunisiens                        |
| 1er janvier 1971  | Djeddah, Arabie saoudite             | Al-Ahli SC ( Arabie saoudite)    | 2-0   | A    | Chaïbi, Chemam                           |
| 8 janvier 1971    | Riyad, Arabie saoudite               | Al Nasr Riyad ( Arabie saoudite) | 2-0   | A    | Chaïbi, Ben Mrad                         |
| 14 février 1971   | Stade olympique d'El Menzah, Tunisie | ADO La Haye ( Pays-Bas)          | 0-1   | A    |                                          |
| 11 mai 1971       | Stade olympique d'El Menzah, Tunisie | Coventry City FC ( Angleterre)   | 2-2   | A    | Khouini, Mghirbi                         |
| 18 septembre 1971 | Salzbourg, Autriche                  | SV Austria Salzbourg ( Autriche) | 2-3   | A    | Khouini (2 buts)                         |
| 22 septembre 1971 | Kassel, Allemagne                    | KSV Hessen Kassel ( Allemagne)   | 3-5   | A    | Mghirbi, Chemam, R. Meddeb               |
| 25 septembre 1971 | Backnang, Allemagne                  | TSG 1846 Backnang ( Allemagne)   | 4-2   | A    | Chakroun (2 buts), F. Dahmani, R. Meddeb |
| 28 septembre 1971 | Graz, Autriche                       | Grazer AK ( Autriche)            | 3-1   | A    | Chakroun, Khouini, A. Jelassi            |